# Micropterygium
Micropterygium là một chi rêu trong họ Lepidoziaceae.